# Base de dades paral·lela
Una base de dades paral·lela busca millorar l'acompliment a través de paral·lelització de diverses operacions, com ara la càrrega de dades, índexs de construcció i avaluació de consultes. Malgrat que les dades poden ser emmagatzemades en forma distribuïda, la distribució es regeix únicament per consideracions de rendiment. Les bases de dades paral·leles milloren el processament i la velocitat d'entrada/sortida mitjançant l'ús de múltiples CPU i discos en paral·lel. Els sistemes de base de dades centralitzada i sistemes de bases de dades client-servidor no són prou potent com per manejar aquest tipus d'aplicacions. En el processament en paral·lel, moltes de les operacions es realitzen simultàniament, a diferència del processament en sèrie, on els passos de càlcul es duen a terme de forma seqüencial. Les bases de dades paral·leles es poden dividir a grans trets en dos grups, el primer grup d'arquitectures són les arquitectures multiprocessador, les alternatives a les quals són el següent:
- Arquitectura de memòria compartida, on múltiples processadors comparteixen l'espai en la memòria principal .
- Arquitectura de disc compartit, on cada node té la seva pròpia memòria principal, però tots els nodes comparteixen emmagatzematge massiu, en general una xarxa d'àrea d'emmagatzematge. A la pràctica, cada node en general també té diversos processadors.
- Arquitectura no-compartides, on cada node té el seu propi emmagatzematge massiu, així com la memòria principal.

L'altre grup d'arquitectura s'anomena arquitectura híbrida, que inclou :
- Arquitectura de memòria no uniforme (NUMA), que implica l'accés a memòria no uniforme.
- Cluster (no-compartida + disc compartit: SAN/NAS), que està format per un grup d'ordinadors connectats .